# Ulička (přírodní památka)
Ulička je přírodní památka v oblasti Poloniny.
Nachází se v katastrálním území obce Kolbasov v okrese Snina v Prešovském kraji. Území bylo vyhlášeno v roce 1994 na rozloze 7,2492 ha. Ochranné pásmo nebylo stanoveno. Je součástí stejnojmenné evropsky významné lokality.